# 지롱드파
지롱드(프랑스어: Girondins)는 프랑스 혁명 중 프랑스 정치 파벌의 하나이다. 정치적으로는 온건한 개혁 성향을 보였으며, 자코뱅에 속해 있을 때에는 클럽 내 우파로 분류되었다. 주요 지도자들은 피에르 베르니오와 자크 피에르 브리소 또는 ‘지롱드파의 여왕’이라는 별명을 가진 마담 롤랑 등이 있으며, 여러 형태로 ‘지롱댕’이라고도 한다.

## 명칭
“Girondins”는 본래 산악파가 자파(自派)의 반대파를 지칭하기 위해 사용했으며, 통일적이지는 않으나 산악파에 반대한다는 공통점을 지닌 계파를 지칭하기 위해 고안된 용어이다. 산악파는 지롱드 지방 출신의 부르주아 계급이 다수를 차지했던 보르도, 자코뱅 클럽 소속 의원(베르니오 등)을 그 핵심으로 지목했고, 그 결과 지롱드파라는 용어가 생겨난 것이다.
이들은 명확한 하나의 당파가 아니라 중산층 부르주아, 개신교 등 이어지는 온건 공화파 계열의 여러 파벌의 집합체이며, 자주연방주의자라고도 불렸다.

## 개요

### 초기
원래 자코뱅 클럽에 속해 있었으며, 1791년의 입법부의 탄생에 맞추어 총 12명의 의원(피에르 베르니오, 아르망 젠손, 장 프랑수아 뒤코스, 가데 등)이 지롱드라고 지목됐다. 프랑스 혁명 전에 이들은 몽테스키외의 헌법 원리에 기초하여, 군주제를 부정하지는 않았으며, 대신 이권(二權)의 분립과 같은 영국식 입헌군주제 모델을 선호했다. 그러나, 혁명 후에는 대부분 온건적인 공화주의를 선회하였다.
국왕 루이 16세 등 왕가와 망명 귀족(에미그레)이 음모를 꾸미는 동안 다른 유럽 국가와 전쟁의 기운이 고조된다. 지롱드파는 대외 전쟁을 통해 국왕의 진의를 명확히 하고, 주전론을 전개했다. 막시밀리앙 드 로베스피에르가 반전론을 주창하였지만, 1792년에 지롱드파가 중심이 되어, 오스트리아에 대해 선전포고를 한다. 그러나 혁명의 여파로 군대 및 지휘명령 계통이 없는 프랑스군은 각지에서 패전을 거듭했다. 따라서 지롱드파는 패전의 책임을 지고 정권을 ‘푀양파’에 넘겨준다.

### 지롱드 당 정권
대외 전쟁으로 고전하는 가운데, 입법부를 대신 국민공회가 개최된다. 지롱드 당은 이 의회에서 다수를 차지하고, 왕정 폐지와 공화국 선언을 채택한다. 그러나 혁명의 일단의 종결을 목표 지롱드파와 급진적인 혁명을 추진하려는 몽테뉴파의 대립이 거세져 갔다.
곧, 루이 16세가 외국을 획책했다고 되는 문서가 튈르리 궁전 내에서 발견된다. 또한 왕비 마리 앙트와네트의 외적 통첩도 전해졌다. 몽테뉴파는 국왕과 왕비의 배신행위에 대해 재판을 요구했지만, 더 이상 혁명의 추진을 원하지 않는 지롱드파는 재판에 소극적이었다. 그러나 로베스피에르와 생상스 쥐스트 같은 몽테뉴파의 연설로 국왕 재판이 진행된다. 재판 결과, 루이 16세의 사형이 결정된다. 재판에서 지롱드파는 사형에 찬반에 대해 일관된 견해를 낼 수 없었다.

### 쇠퇴

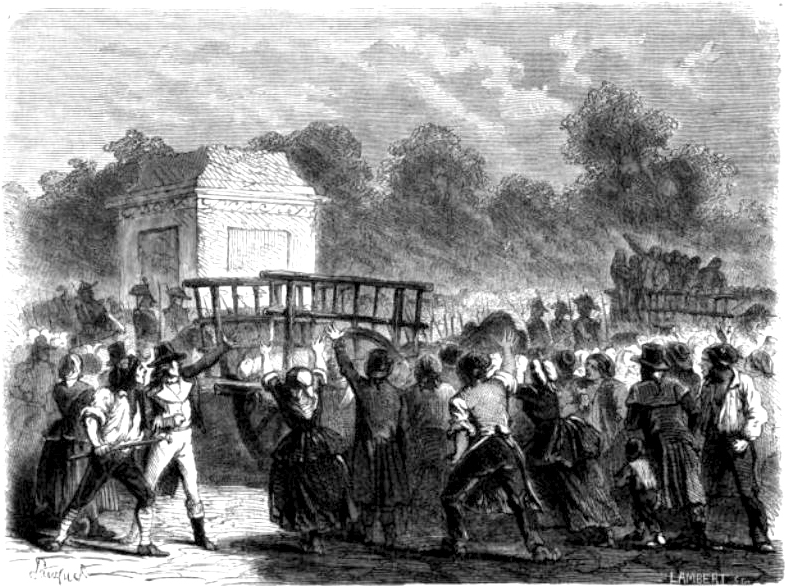
지롱드 파의 처형, 1862년 목판화

루이 16세를 처형한 프랑스에 대해 영국과 스페인 등에서 경제 제재를 가하였다. 프랑스는 이들 국가에 대해 선전포고를 하고, 영국을 중심으로 한 유럽 국가들은 제1차 대프랑스 동맹을 결성하여 프랑스에 대한 포위망을 형성한다. 지롱드파의 경제적 및 군사적 실정으로 인해 의회의 주도권은 몽테뉴파 쪽으로 기울기 시작했다. 지롱드파는 다양한 방식으로 몽테뉴파를 배제하려고 했지만, 로베스피에르가 선도하여 1793년 6월에 지롱드파의 주요 멤버가 잡혀 중앙 정계에서 터전을 잃게 됐다.

## 사상
개인 권리 확립, 여권 신장, 인도주의 원칙 중시 등 전형적인 자유주의 사상을 갖고 있었으며, 대외적으로는 호전론(好戰論)의 경향을 보였다. 이들은 국제 무대에서 이권을 쟁취하기 위해 적극적인 군사적·외교적 활동을 병행해야 한다고 주장했다.
자유방임주의에 관해서는 대체로 동의했으나, 지롱드파의 관심사는 국익에 있었다. 따라서, 무역 정책에서 자유 무역과 보호 무역을 때에 따라 병행하면서 실시해야 함을 강조했다.
지롱드파에서 특징적으로 나타나는 것은 노예제 폐지 운동이다. 그러나, 실질적으로 노예제 자체를 폐지하는 것은 먼 미래의 일로 남겼으며, 당면 목표는 노예 무역을 폐지하는 것이었다. 지롱드파가 노예제 폐지 운동으로 유명해진 이유는 테르미도르의 반동 이후 지속적으로 노예제에 관한 문제를 언급했기 때문이며, 자코뱅 독재 시기와 그 이전 시기에는 노예제 폐지 자체보다는 노예 무역 폐지에 더 큰 중점을 뒀다. 때에 따라서 지롱드파는 노예제 폐지는 시기상조라는 언급을 하기도 했다.
실제 흑인을 포함한 종합적 노예제가 폐지된 시기는 산악파가 정권을 잡고 있었던 1794년 2월 4일이며, 과거 지롱드파가 정권을 잡았던 시기에는 노예제 폐지는 물론이고, 노예 무역마저 폐지된 바 없다.
식민지에 대한 입장은 각 지롱드의 구성원마다 그 의견이 달랐지만 대부분 식민지의 팽창을 옹호하였다.
지롱드의 사상적 중심이라고 불리던 브리소의 경우는 “식민지의 독립은 언젠가 반드시 일어날 숙명이며, 식민지 지역민의 자유를 박탈하는 것이 프랑스의 자유를 쟁취한다는 목표와 근본적으로 모순에 있다.”라고 주장했는데, 이는 산악파의 지도자였던 로베스피에르가 갖고 있던 식민지에 대한 입장과 다르지 않았다. 그러나, 당시 프랑스의 공화주의 정파 거의 대부분은 식민지 보유를 찬성하면서도, 윤리도덕적 차원에서 이러한 입장을 표출하는 것에 주저하지 않았기에 이는 특기할 일이 아니다.
대부분의 지롱드파는 노예 무역 폐지의 이점을 설명하는 과정에서 팽창주의 논리를 결부했다. 이들은 식민지 팽창을 예비할 수 있는 경제력의 확보에 노예 무역의 폐지가 도움이 된다는 것을 역설하였고, 종국적으로 식민지 지역민이 누리는 권리가 프랑스 본토의 권리랑 완전히 동등한 수준에 머물 수 있음을 강조하면서, 식민지의 존속을 옹호하였다. 결과적으로, 식민지 팽창 정책을 찬성한 것이나 다름이 없었기에, 외부의 시각에서 볼 때 지롱파는 엄연히 식민주의자라고 할 수 있다.

## 같이 보기
- 자코뱅 클럽
- 지롱드 당의 노래